# Nellyville
Nellyville ist das zweite Studioalbum des US-amerikanischen Rappers Nelly. Es erschien am 25. Juni 2002 über die Labels Universal Records und Fo’ Reel.

## Produktion und Samples
Nelly selbst sowie Kevin Law und C-Love fungierten bei dem Album als Ausführende Produzenten. Der Großteil der Beats wurde von Jason Epperson produziert, der neun Instrumentals beisteuerte. Drei Produktionen stammen von Waiel Yaghnam, während The Neptunes, Trackboyz, Antoine Macon und Ryan Bowser sowie Just Blaze je ein Lied produzierten.
Drei Songs enthalten Samples von Tracks anderer Künstler. So enthält Hot in Herre eine Interpolation des Stücks Bustin’ Loose von Chuck Brown und Pimp Juice sampelt Love Comes in All Colors von der Gospelgruppe The Staple Singers. Außerdem enthält Dilemma Elemente des Titels Love, Need and Want You von der Soul-Sängerin Patti LaBelle.

## Covergestaltung
Das Albumcover zeigt ein sepiafarbenes Foto von Nelly, der den Betrachter ansieht. Links oben im Bild befindet sich der Titel Nellyville in Schwarz.

## Gastbeiträge
Auf elf bzw. zwölf Titeln des Albums sind neben Nelly andere Künstler zu hören. So sind der Komiker Cedric the Entertainer und die Moderatorin La La auf den Skits Gettin’ It Started, In the Store sowie Fuck It Then vertreten. Nellys Rapgruppe St. Lunatics hat drei Gastauftritte in den Liedern Dem Boyz, Air Force Ones und CG 2, während die Sängerin Kelly Rowland bei Dilemma zu hören ist. Der Song Rock the Mic - Remix ist eine Kollaboration mit den Rappern Beanie Sigel, Freeway und Murphy Lee, wobei Letzterer außerdem auf Oh Nelly vertreten ist. Des Weiteren bekommt Nelly auf Work It Unterstützung von dem Sänger Justin Timberlake und auf On the Grind ist King Jacob zu hören. Der Bonussong Stick Out Ya Wrist enthält einen Gastbeitrag von der Sängerin Toya.

## Titelliste
| #      | Titel               | Gastbeiträge                         | Produzent                     | Länge |
| ------ | ------------------- | ------------------------------------ | ----------------------------- | ----- |
| 1      | Nellyville          |                                      | Waiel Yaghnam                 | 4:15  |
| 2      | Gettin’ It Started  | Cedric the Entertainer und La La     |                               | 1:51  |
| 3      | Hot in Herre        |                                      | The Neptunes                  | 3:48  |
| 4      | Dem Boyz            | St. Lunatics                         | Jason Epperson                | 4:34  |
| 5      | Oh Nelly            | Murphy Lee                           | Jason Epperson                | 4:03  |
| 6      | Pimp Juice          |                                      | Jason Epperson                | 4:52  |
| 7      | Air Force Ones      | St. Lunatics                         | Trackboyz                     | 5:04  |
| 8      | In the Store        | Cedric the Entertainer und La La     |                               | 1:40  |
| 9      | On the Grind        | King Jacob                           | Jason Epperson                | 4:45  |
| 10     | Dilemma             | Kelly Rowland                        | Antoine Macon und Ryan Bowser | 4:49  |
| 11     | Splurge             |                                      | Jason Epperson                | 5:09  |
| 12     | Work It             | Justin Timberlake                    | Jason Epperson                | 4:22  |
| 13     | Roc the Mic - Remix | Beanie Sigel, Freeway und Murphy Lee | Just Blaze                    | 4:17  |
| 14     | The Gank            |                                      | Waiel Yaghnam                 | 4:48  |
| 15     | 5000                |                                      |                               | 2:11  |
| 16     | #1                  |                                      | Waiel Yaghnam                 | 3:18  |
| 17     | CG 2                | St. Lunatics                         | Jason Epperson                | 4:32  |
| 18     | Say Now             |                                      | Jason Epperson                | 5:42  |
| 19     | Fuck It Then        | Cedric the Entertainer und La La     |                               | 1:38  |
| 20 (*) | Stick Out Ya Wrist  | Toya                                 | Jason Epperson                | 3:53  |

(*) Bonussong der UK-Version

## Kommerzieller Erfolg

### Chartplatzierungen und Singles
Nellyville stieg am 15. Juli 2002 auf Platz 2 in die deutschen Albumcharts ein und belegte in den folgenden beiden Wochen Rang 5. Insgesamt konnte es sich 33 Wochen in den Top 100 halten. In den USA erreichte das Album die Spitzenposition der Charts und konnte sich 72 Wochen in den Top 200 halten, davon vier Wochen auf Rang 1. Auch in Österreich, der Schweiz und Großbritannien erreichte das Album die Top 10. In den deutschen Jahrescharts 2002 belegte der Tonträger Rang 22.
| ChartsChartplatzierungen       | Höchstplatzierung | Wochen |
| ------------------------------ | ----------------- | ------ |
| Deutschland (GfK)              | 2 (33 Wo.)        | 33     |
| Österreich (Ö3)                | 9 (30 Wo.)        | 30     |
| Schweiz (IFPI)                 | 6 (33 Wo.)        | 33     |
| Vereinigte Staaten (Billboard) | 1 (72 Wo.)        | 72     |
| Vereinigtes Königreich (OCC)   | 2 (38 Wo.)        | 38     |

| ChartsJahrescharts (2002)      | Platzierung |
| ------------------------------ | ----------- |
| Deutschland (GfK)              | 22          |
| Österreich (Ö3)                | 49          |
| Schweiz (IFPI)                 | 23          |
| Vereinigte Staaten (Billboard) | 3           |
| Vereinigtes Königreich (OCC)   | 22          |

| ChartsJahrescharts (2003)      | Platzierung |
| ------------------------------ | ----------- |
| Vereinigte Staaten (Billboard) | 24          |

Sechs Lieder des Albums wurden als Singles ausgekoppelt. Davon waren besonders die Songs Dilemma (Platz 1 in Deutschland, der Schweiz, Großbritannien sowie den USA) und Hot in Herre (Platz 1 in den USA) erfolgreich. Die anderen Auskopplungen #1, Air Force Ones, Work It und Pimp Juice konnten sich ebenfalls in den Charts diverser Länder platzieren.

### Auszeichnungen für Musikverkäufe
| Professionelle Bewertungen | Professionelle Bewertungen |
| -------------------------- | -------------------------- |
| Kritiken                   |                            |
| Quelle                     | Bewertung                  |
| laut.de                    | [ 16 ]                     |
| Rolling Stone              | [ 17 ]                     |
| allmusic                   | [ 18 ]                     |
| RapReviews                 | [ 19 ]                     |

Nellyville verkaufte sich in den Vereinigten Staaten über sieben Millionen Mal und wurde demzufolge mit siebenfach Platin ausgezeichnet. Es gehört damit zu den kommerziell erfolgreichsten Rapalben in den USA und ist nach Nellys Debütalbum Country Grammar das meistverkaufte Album des Rappers in seinem Heimatland. International war Nellyville noch erfolgreicher als der Vorgänger: In Deutschland erhielt das Album noch im Erscheinungsjahr für über 150.000 Verkäufe eine Goldene Schallplatte, während es im Vereinigten Königreich für mehr als 600.000 verkaufte Einheiten eine doppelte Platin-Schallplatte bekam. Auch in Österreich und der Schweiz wurde Nellyville mit Gold bzw. Platin ausgezeichnet. Für europaweit über eine Million verkaufte Exemplare erhielt das Album ebenfalls eine Platin-Schallplatte.
Bei den Grammy Awards 2003 wurde Nellyville in den Kategorien Album of the Year und Best Rap Album nominiert, unterlag jedoch Come Away with Me von Norah Jones bzw. The Eminem Show von Eminem. Dagegen konnten die Singles Hot in Herre und Dilemma die Preise in den Kategorien Best Rap Solo Performance bzw. Best Rap/Sung Collaboration gewinnen.
| Land/Region                  | Auszeichnungen für Musikverkäufe (Land/Region, Auszeichnung, Verkäufe) | Verkäufe    |
| ---------------------------- | ---------------------------------------------------------------------- | ----------- |
| Australien (ARIA)            | 3× Platin                                                              | 210.000     |
| Dänemark (IFPI)              | Gold                                                                   | 25.000      |
| Deutschland (BVMI)           | Gold                                                                   | 150.000     |
| Europa (IFPI)                | Platin                                                                 | (1.000.000) |
| Finnland (IFPI)              | Gold                                                                   | 17.292      |
| Japan (RIAJ)                 | Platin                                                                 | 200.000     |
| Kanada (MC)                  | 4× Platin                                                              | 400.000     |
| Neuseeland (RMNZ)            | 2× Platin                                                              | 30.000      |
| Niederlande (NVPI)           | Gold                                                                   | 40.000      |
| Norwegen (IFPI)              | Gold                                                                   | 20.000      |
| Österreich (IFPI)            | Gold                                                                   | 20.000      |
| Schweden (IFPI)              | Gold                                                                   | 30.000      |
| Schweiz (IFPI)               | Platin                                                                 | 40.000      |
| Vereinigte Staaten (RIAA)    | 7× Platin                                                              | 7.000.000   |
| Vereinigtes Königreich (BPI) | 2× Platin                                                              | 769.000     |
| Insgesamt                    | 8× Gold · 20× Platin ·                                                 | 8.931.292   |

Hauptartikel: Nelly (Rapper)/Auszeichnungen für Musikverkäufe